# Vepřové maso

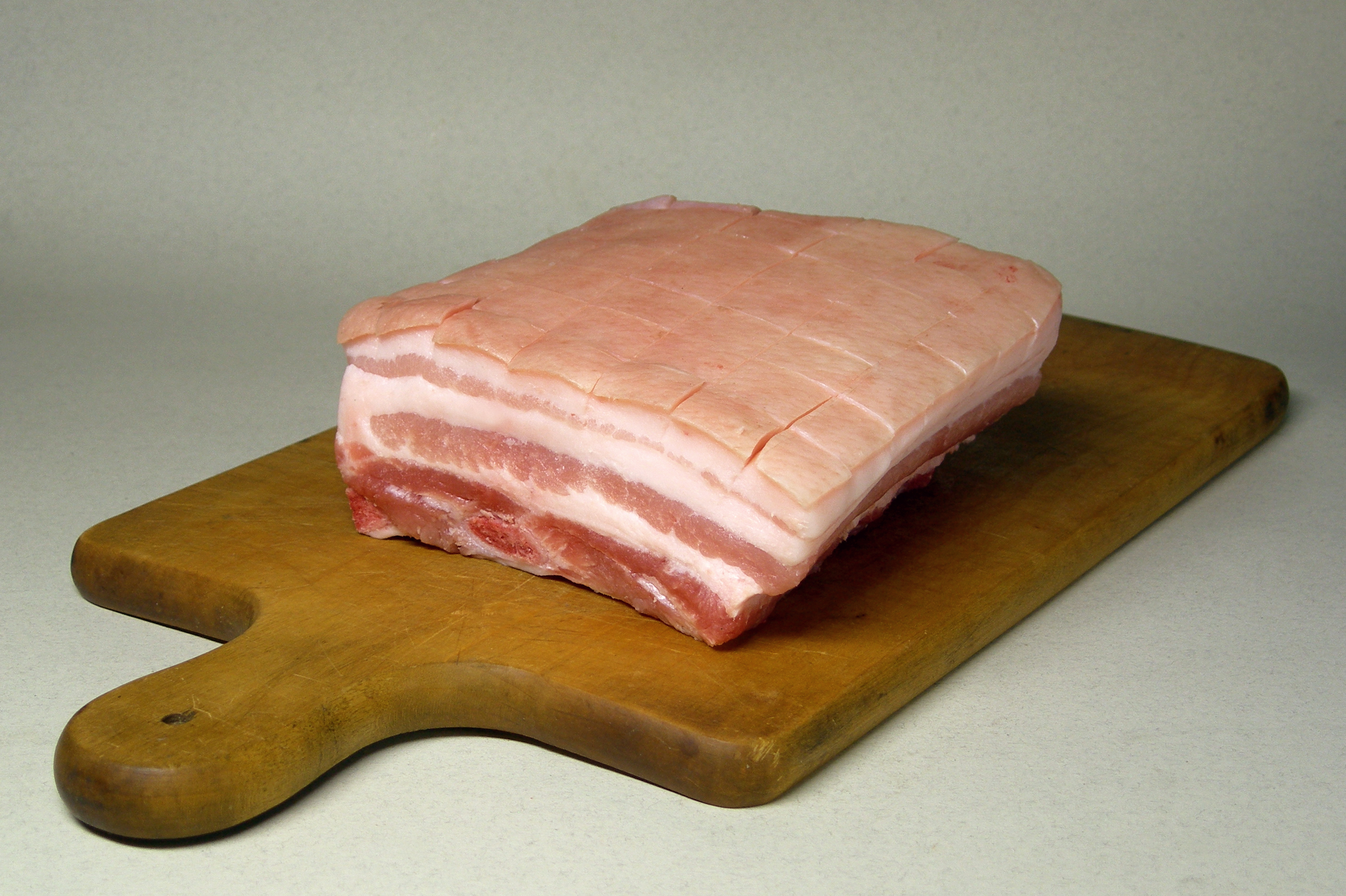
Slanina

Vepřové maso je označení pro maso pocházející od prasete domácího. Spolu s hovězím masem je to nejčastěji používané maso v české kuchyni.
Na vesnici se používá vepřové maso také z domácích zabijaček. Ty se konají nejčastěji v zimních měsících.

## Charakteristika

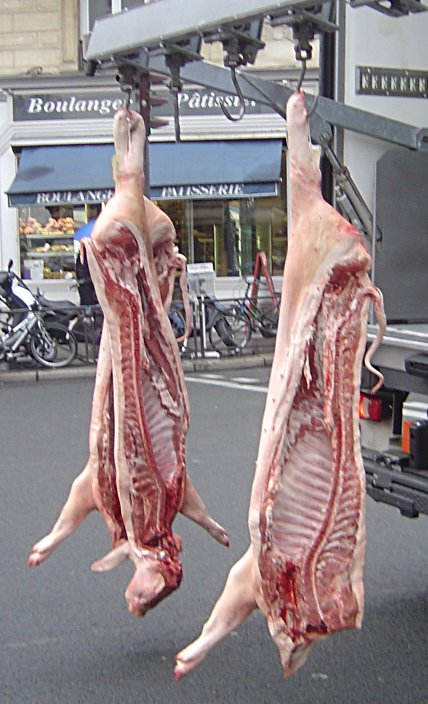
Dvě půlky prasete

Vepřové maso má bledě růžovou barvu. Svalovina je prorostlá tukem, a proto má například proti hovězímu masu vyšší obsah tuku a vyšší energetickou hodnotu. Vepřové maso je hůře stravitelné. Chuť je závislá na věku a způsobu krmení zvířat. Maso prasat krmených hodně mlékem má světlejší barvu. Velmi jemná vlákna a pevnou bílou slaninu má maso z ročních kusů. Maso starších kusů má tuhá a hrubá vlákna, barva je tmavočervená.
Maso vepřové je křehčí než maso hovězí. Méně tučné a libové vepřové je snadněji stravitelné.

## Průměrný obsah látek a minerálů
Tabulka udává dlouhodobě průměrný obsah živin, prvků, vitamínů a dalších nutričních parametrů zjištěných ve vepřovém mase (průměr z různých konzumovaných částí).
| Složka          | Jednotka | Průměrný obsah | Prvek (mg/100 g) | Průměrný obsah | Složka (mg/100g) | Průměrný obsah |
| --------------- | -------- | -------------- | ---------------- | -------------- | ---------------- | -------------- |
| voda            | g/100 g  | 74             | Na               | 63             | vitamin C        | 0              |
| bílkoviny       | g/100 g  | 21,8           | K                | 380            | vitamin D        | 0,5            |
| tuky            | g/100 g  | 4,8            | Ca               | 7              | vitamin E        | 0,05           |
| cukry           | g/100 g  | 0              | Mg               | 24             | vitamin B6       | 0,54           |
| celkový dusík   | g/100 g  | 3,49           | P                | 190            | vitamin B12      | 0,001          |
| vláknina        | g/100 g  | 0              | Fe               | 0,7            | karoten          | stopy          |
| mastné kyseliny | g/100 g  | 3,6            | Cu               | 0,05           | thiamin          | 0,98           |
| cholesterol     | mg/100 g | 63             | Zn               | 2,1            | riboflavin       | 0,24           |
| Se              | mg/100 g | 0,013          | I                | 0,005          | niacin           | 6,9            |
| energie         | kJ/100 g | 519            | Mn               | 0,01           | Cl               | 51             |

## Díly

Schematické znázornění prasečí půlky

Při porcování se rozlišují následující díly.
1. Prasečí hlava
2. Lalok
3. Hřbetní sádlo
4. Krkovička
5. Plecko
6. Pečeně
7. Vepřová pečeně
8. Panenská svíčková
9. Žebra
10. Bůček
11. Plec (horní šál, dolní šál a ořech)
12. Kýta
13. Koleno
14. Nožičky
15. Ocásek

## Světová spotřeba vepřového
| Stát                                     | 2010    | 2011    | 2012    | 2013    |
| ---------------------------------------- | ------- | ------- | ------- | ------- |
| Čína                                     | 50,800  | 51,108  | 53,802  | 56,096  |
| Evropská unie                            | 20,952  | 20,822  | 20,382  | 20,173  |
| Spojené státy americké                   | 8,654   | 8,340   | 8,441   | 8,668   |
| Rusko                                    | 2,896   | 3,035   | 3,208   | 3,267   |
| Brazílie                                 | 2,577   | 2,644   | 2,670   | 2,696   |
| Japonsko                                 | 2,488   | 2,522   | 2,557   | 2,549   |
| Vietnam                                  | 2,072   | 2,113   | 2,160   | 2,205   |
| Mexiko                                   | 1,784   | 1,710   | 1,850   | 1,953   |
| Jižní Korea                              | 1,539   | 1,487   | 1,546   | 1,628   |
| Filipíny                                 | 1,418   | 1,432   | 1,446   | 1,521   |
| Ukrajina                                 | 776     | 806     | 953     | 992     |
| Tchaj-wan                                | 901     | 919     | 906     | 879     |
| Kanada                                   | 810     | 800     | 834     | 810     |
| Hongkong                                 | 467     | 558     | 547     | 536     |
| Austrálie                                | 482     | 482     | 511     | 510     |
| Argentina                                | 326     | 359     | 362     | 419     |
| Ostatní                                  | 3,815   | 3,981   | 4,091   | 4,173   |
| Celkem                                   | 102,756 | 103,118 | 106,266 | 109,075 |
| V metrických tunách (tisíce), Zdroj:USDA |         |         |         |         |